# Ottone di Kleve
Ottone in lingua tedesca Otto (1278 circa – Horstmar, settembre 1311) fu conte di Kleve dal 1305 fino alla sua morte.

## Origine
Ottone, secondo gli Annales Cliviae, Juliae, Montium, Marcae Westphalicae, Ravensbergae, era figlio del conte di Kleve, Teodorico VI, e della prima moglie, Margherita di Gheldria, che, come conferma il Kronijk van Arent toe Bocop, dando a Margherita erroneamente il nome di Agnese, era figlia del conte di Gheldria e conte di Zutphen, Ottone II di Gheldria e della moglie, Filippa di Dammartin, che, secondo la Chronica Albrici Monachi Trium Fontium, era la figlia di Simone di Dammartin , conte d'Aumale e della moglie, Maria di Ponthieu, contessa del Ponthieu e di Montreuil.
Teodorico VI di Kleve, secondo gli Annales Cliviae, Juliae, Montium, Marcae Westphalicae, Ravensbergae, era figlio del conte di Kleve Teodorico V e della moglie Alida di Heinsberg che, sempre secondo gli Annales Cliviae, Juliae, Montium, Marcae Westphalicae, Ravensbergae, era figlia di Enrico I, signore di Heinsberg, e della moglie, di cui non si conoscono né il nome né gli ascendenti.

## Biografia
Di Ottone si hanno poche notizie, ma è documentato come conte di Kleve tra il 1308 ed il 1310.
Sua madre Margherita morì verso il 1287 e suo padre Teodorico VI, in seconde nozze, nel 1290, a Erfurt, sposò Margherita d'Asburgo († probabilmente 1333), una parente dei re dei Romani Rodolfo I d'Asburgo e Alberto I d'Asburgo., come ci viene confermato anche dal documento n°594 del Urkundenbuch für die Geschichte des Niederrheins, Volume 2, datato 1291.
Nel 1297 Ottone fu fidanzato a Maria, sorella del Lorena e del Brabante e duca di Limburgo, Giovanni II di Brabante; infatti secondo il documento n°60 de Rheinlande Vatikanischen, Band I, datato 23 ottobre 1297, rilasciato dl papa Bonifacio VIII veniva concessa, nonostante il quarto grado di consanguineità, la dispensa al matrimonio tra Maria ("Maria sorore Johannis ducis Brabantie") e Ottone ("Ottone nato Theoderici comitis Clevensis").
Suo padre, Teodorico VI, morì il 4 ottobre 1305 e fu sepolto nella chiesa del monastero di Bedburg.

A Teodorico VI succedette Ottone, figlio di primo letto, come ci viene confermato dal documento n°96 dell'Urkundenbuch für die Geschichte des Niederrheins, Volume 3, in cui il vescovo di Münster, Ludovico d'Assia lo cita con il titolo di conte di Kleve.
Ottone dovette fare fronte alle richieste della sua matrigna, Margherita d'Asburgo, e dei suoi fratellastri Teodorico e Giovanni.
Ottone morì nel 1311, secondo gli Annales Cliviae, Juliae, Montium, Marcae Westphalicae, Ravensbergae, a Horstmariae e fu tumulato nel monastero di Bedberga.

Dopo la morte di Ottone, la sua vedova, Matilde di Virneburg, cercò di far valere i diritti della propria figlia, Ermengarda, fidanzandola con l'erede della Contea di Mark, Adolfo (Adolphi primogeniti dilecti filii nobili viri Engelberti comitis de Marka), che poi non sposò, come ci viene confermato dal documento n°225 dell'Urkundenbuch für die Geschichte des Niederrheins, Volume 3, in cui si specifica che il matrimonio non venne consumato, e che, Ermengarda sposò un altro (Giovanni di Arkel); cercando anche un'alleanza con le contee vicine, come ci viene confermato dal documento n°263 dell'Urkundenbuch für die Geschichte des Niederrheins, Volume 3.

A Ottone però succedette il fratellastro, Teodorico, come Teodorico VII, come da documento n°99 del Urkundenbuch für die Geschichte des Niederrheins, Volume 3, datato 1311.

## Matrimoni e discendenza
Secondo gli Annales Cliviae, Juliae, Montium, Marcae Westphalicae, Ravensbergae Ottone aveva sposato Adelaide di Mark († prima del 1308).

Ottone dalla moglie Adelaide di Mark non ebbe figli.
Dopo essere rimasto vedovo, nel 1308, Ottone sposò Matilde di Virneburg, nipote dell'arcivescovo di Colonia Enrico di Virneburg, il quale, nel documento n°64 del Urkundenbuch für die Geschichte des Niederrheins, Volume 3, conferma il matrimonio di Ottone (Ottone comite Clevensi) e Matilde, figlia di Roberto II conte di Virneburg (Mechtildem filiam quondam Roperti comitis de Virnenborg fratris nostri) e di Cunegonda nel mese di agosto, e, che, in precedenza aveva richiesto la dispensa papale al papa Clemente V, che la concedette il 21 ottobre 1309 (Ottone comite Clevensi et Mathilde uxore eius).

Ottone dalla moglie, Matilde, ebbe una figlia
- Ermengarda († 1362), dapprima fidanzata all'erede della Contea di Mark, Adolfo (Adolphi primogeniti dilecti filii nobili viri Engelberti comitis de Marka), che poi non sposò, come ci viene confermato dal documento n° 225 dell'Urkundenbuch für die Geschichte des Niederrheins, Volume 3, in cui si specifica che il matrimonio non venne consumato, e che, Ermengarda sposò un altro[11], Giovanni, signore di Arkel († 1355).

## Ascendenza
|                              |                                |                                     | Genitori                                     |  |  | Nonni |  |  | Bisnonni                     |  |  | Trisnonni                     |  |
|                              |                                |                                     |                                              |  |  |       |  |  | Teodorico IV, conte di Kleve |  |  | Teodorico III, conte di Kleve |  |
|                              |                                |                                     |                                              |  |  |       |  |  | Teodorico IV, conte di Kleve |  |  | Teodorico III, conte di Kleve |  |
|                              |                                | Margherita d'Olanda                 |                                              |  |  |       |  |  | Teodorico IV, conte di Kleve |  |  |                               |  |
| Teodorico V, conte di Kleve  |                                |                                     |                                              |  |  |       |  |  | Teodorico IV, conte di Kleve |  |  |                               |  |
|                              |                                | Edvige di Meißen                    | Teodorico I, margravio di Meißen             |  |  |       |  |  |                              |  |  |                               |  |
|                              |                                | Edvige di Meißen                    | Teodorico I, margravio di Meißen             |  |  |       |  |  |                              |  |  |                               |  |
|                              |                                | Edvige di Meißen                    | Jutta di Turingia                            |  |  |       |  |  |                              |  |  |                               |  |
| Teodorico VI, conte di Kleve |                                | Edvige di Meißen                    |                                              |  |  |       |  |  |                              |  |  |                               |  |
|                              |                                | Enrico I, signore di Heinsberg      | Goffredo III, conte di Sponheim              |  |  |       |  |  |                              |  |  |                               |  |
|                              |                                | Enrico I, signore di Heinsberg      | Goffredo III, conte di Sponheim              |  |  |       |  |  |                              |  |  |                               |  |
|                              |                                | Enrico I, signore di Heinsberg      | Adelaide di Sayn                             |  |  |       |  |  |                              |  |  |                               |  |
| Alida di Heinsberg           |                                | Enrico I, signore di Heinsberg      |                                              |  |  |       |  |  |                              |  |  |                               |  |
|                              |                                | Agnese di Valkenburg-Heinsberg      | Teodorico I, signore di Valkenburg-Heinsberg |  |  |       |  |  |                              |  |  |                               |  |
|                              |                                | Agnese di Valkenburg-Heinsberg      | Teodorico I, signore di Valkenburg-Heinsberg |  |  |       |  |  |                              |  |  |                               |  |
|                              |                                | Agnese di Valkenburg-Heinsberg      | Isabella di Limburgo                         |  |  |       |  |  |                              |  |  |                               |  |
| Ottone, conte di Kleve       |                                | Agnese di Valkenburg-Heinsberg      |                                              |  |  |       |  |  |                              |  |  |                               |  |
|                              | Gerardo III, conte di Gheldria | Ottone I, conte di Gheldria         |                                              |  |  |       |  |  |                              |  |  |                               |  |
|                              | Gerardo III, conte di Gheldria | Ottone I, conte di Gheldria         |                                              |  |  |       |  |  |                              |  |  |                               |  |
|                              | Gerardo III, conte di Gheldria | Riccarda di Baviera                 |                                              |  |  |       |  |  |                              |  |  |                               |  |
| Ottone II, conte di Gheldria | Gerardo III, conte di Gheldria |                                     |                                              |  |  |       |  |  |                              |  |  |                               |  |
|                              |                                | Margherita di Brabante              | Enrico I, duca di Brabante                   |  |  |       |  |  |                              |  |  |                               |  |
|                              |                                | Margherita di Brabante              | Enrico I, duca di Brabante                   |  |  |       |  |  |                              |  |  |                               |  |
|                              |                                | Margherita di Brabante              | Matilde di Lorena                            |  |  |       |  |  |                              |  |  |                               |  |
| Margherita di Gheldria       |                                | Margherita di Brabante              |                                              |  |  |       |  |  |                              |  |  |                               |  |
|                              |                                | Simone di Dammartin, conte d'Aumale | Alberico II, conte di Dammartin              |  |  |       |  |  |                              |  |  |                               |  |
|                              |                                | Simone di Dammartin, conte d'Aumale | Alberico II, conte di Dammartin              |  |  |       |  |  |                              |  |  |                               |  |
|                              |                                | Simone di Dammartin, conte d'Aumale | Matilde di Clermont                          |  |  |       |  |  |                              |  |  |                               |  |
| Filippa di Dammartin         |                                | Simone di Dammartin, conte d'Aumale |                                              |  |  |       |  |  |                              |  |  |                               |  |
|                              |                                | Maria, contessa di Ponthieu         | Guglielmo II, conte di Ponthieu              |  |  |       |  |  |                              |  |  |                               |  |
|                              |                                | Maria, contessa di Ponthieu         | Guglielmo II, conte di Ponthieu              |  |  |       |  |  |                              |  |  |                               |  |
|                              |                                | Maria, contessa di Ponthieu         | Adele di Francia                             |  |  |       |  |  |                              |  |  |                               |  |
|                              |                                | Maria, contessa di Ponthieu         |                                              |  |  |       |  |  |                              |  |  |                               |  |

### Letteratura storiografica
- (DE)  Biografia di Teodorico dal Portal Rheinische Geschichte.